# Гусєв Сергій Іванович (Герой Радянського Союзу)
Сергі́й Іва́нович Гу́сєв (нар. 1918 — пом. 1945) — радянський військовик часів Другої світової війни, заступник командира 2-го стрілецького батальйону з політичної частини 664-го стрілецького полку 130-ї стрілецької дивізії, капітан. Герой Радянського Союзу (1945).

## Життєпис
Народився 28 серпня 1918 року в місті Липецьку (Росія) в родині робітника-каменяра. Росіянин.
Здобув неповну середню освіту. Навчався у школі ФЗУ при заводі «Вільний Сокіл» (рос. Свободный Сокол) на машиніста електричного крану. У 1938—1940 роках проходив дійсну військову службу в Забайкаллі. Після демобілізації повернувся на рідний завод.
З початком німецько-радянської війни у жовтні 1941 року вдруге призваний до лав РСЧА. Член ВКП(б) з 1941 року. Закінчив курси молодших політруків, обіймав посади політпрацівників у стройових частинах.
2 березня 1943 року в бою за висоту 114.9 поблизу с. Шапошникове заступник командира кулеметної роти з політчастини окремого навчального батальйону 387-ї стрілецької дивізії 1-го гвардійського стрілецького корпусу 2-ї гвардійської армії старший лейтенант С. І. Гусєв після загибелі командира роти перебрав командування кулеметною ротою на себе. Підтримуючи вогнем наступ стрілецьких рот, кулеметники під його командуванням знищили обслуги 4-х станкових і 7-ми ручних кулеметів супротивника, а також до взводу автоматників.
З січня 1944 року — заступник командира 2-го стрілецького батальйону з політчастини 664-го стрілецького полку 130-ї стрілецької дивізії 28-ї армії 3-го Українського фронту.
11-12 лютого 1944 року під час форсування річки Дніпро в районі хут. Бажанівка Нововоронцовського району Миколаївської (нині — Херсонської) області старший лейтенант С. І. Гусєв під час боїв на правому березі підняв і повів у атаку бійців батальйону. Під щільним вогнем супротивника, вміло маневруючи, наблизився впритул до ворожих окопів і, посіявши серед супротивника паніку, захопив ворожі укріплення.
27 червня 1944 року в боях на території Білорусі старший лейтенант С. І. Гусєв, маючи під своїм командуванням 4-у та 5-у роти, з ходу захопив поселення Хойноє, непомітно для супротивника форсував річку Птич і протягом доби вів бої за населений пункт Мала Доминка, відбиваючи контратаки ворога. Під час наступу на місто Барановичі Берестейської області бійцями 2-го батальйону було знищено 280 солдатів і офіцерів, 1 САУ, 1 ручний кулемет і багато іншого озброєння.
Особливо капітан С. І. Гусєв відзначився під час Гумбіннен-Гольдапської операції радянських військ у Східній Пруссії. 17 січня 1945 року під час бою при прориві ворожої оборони на підступах до населеного пункту Грос Байтчен, перебував на лівому фланзі батальйону і, забезпечивши стрімку атаку у фланг супротивника, сміливим обхідним маневром відрізав від основних сил до роти ворожих солдатів і знищив їх. 18 січня перебував у бойових порядках батальйону. Під час ворожої контратаки при підтримці танків замінив командира 6-ї стрілецької роти, що вибув зі строя. Підняв бійців у атаку. Загинув у цьому бою.
Похований в індивідуальній могилі в місті Гусєв Калінінградської області.

## Нагороди
Указом Президії Верховної Ради СРСР від 19 квітня 1945 року «за зразкове виконання бойових завдань командування на фронті боротьби з німецькими загарбниками та виявлені при цьому відвагу і героїзм», капітанові Гусєву Сергію Івановичу присвоєне звання Героя Радянського Союзу (посмертно).
Нагороджений орденами Леніна (19.04.1945), Вітчизняної війни 1-го (17.09.1944) та 2-го (14.04.1944) ступенів, Червоної Зірки (15.04.1943).

## Пам'ять
Указом Президії Верховної Ради РРФСР «Про адміністративно-територіальний устрій Калінінградської області» від 7 вересня 1946 року, Гумбінненський район перейменований у Гусєвський район. Цим же Указом місто Гумбіннен перейменоване в місто Гусєв.
У Липецьку ім'ям Сергія Гусєва названо вулицю.